# Casino Royale (1967)
Casino Royale (bra: Cassino Royale; prt: James Bond 007 - Casino Royale) é um filme britano-estadunidense de 1967, do gênero comédia de ação-espionagem, dirigido por Val Guest, Ken Hughes, John Huston, Joseph McGrath e Robert Parrish, com roteiro baseado em livro de Ian Fleming e trilha sonora de Burt Bacharach.

## Sinopse
As coisas estavam mal para a Inteligência Britânica, pois a Smersh começara a sabotar a estabilidade global: nada menos do que onze agentes foram abatidos e, para piorar as coisas, seu maior agente secreto, o 007, estava desfrutando de sua aposentadoria.
Sir James Bond, o primeiro 007, é convencido por alguns chefes de agências de espionagem a combater o inimigo comum.[carece de fontes?]

## Elenco

### Atores principais
- David Niven .... Sir James Bond
- Peter Sellers .... Evelyn Tremble
- Ursula Andress .... Vesper Lynd
- Orson Welles .... Le Chiffre
- Woody Allen .... Dr.Noah/Jimmy Bond
- Barbara Bouchet .... Miss Moneypenny
- Deborah Kerr .... Agente Mimi (Lady Fiona Mc Tarry)
- Jacqueline Bisset .... Miss Giovanna Goodthighs
- Joanna Pettet .... Mata Bond
- Daliah Lavi .... The Detainer
- Terence Cooper .... Coop/007
- Bernard Cribbins.... Carlton Towers
- Ronnie Corbett .... Polo
- John Huston .... M/McTarry
- William Holden .... Ransome
- Charles Boyer .... LeGrand
- Kurt Kasznar .... Smernov
- George Raft .... ele mesmo
- Jean-Paul Belmondo .... legionário francês
- Gabriella Licudi .... Eliza
- Tracey Crisp .... Heather
- Elaine Taylor .... Peg
- Anna Quayle .... Frau Hoffner
- Peter O'Toole .... gaiteiro (não-creditado)
- Geoffrey Bayldon .... Q
- Anjelica Huston .... auxiliar da agente Mimi (não-creditada)

## Principais prêmios e indicações
Oscar 1968 (EUA)
- Indicado na categoria de melhor canção (The Look of Love)[carece de fontes?]

BAFTA 1968 (Reino Unido)
- Indicado na categoria de melhor figurino - colorido[carece de fontes?]

Grammy 1968 (EUA)
- Indicado a categoria de melhor trilha sonora para cinema ou televisão[carece de fontes?]